# Joris Roelofs

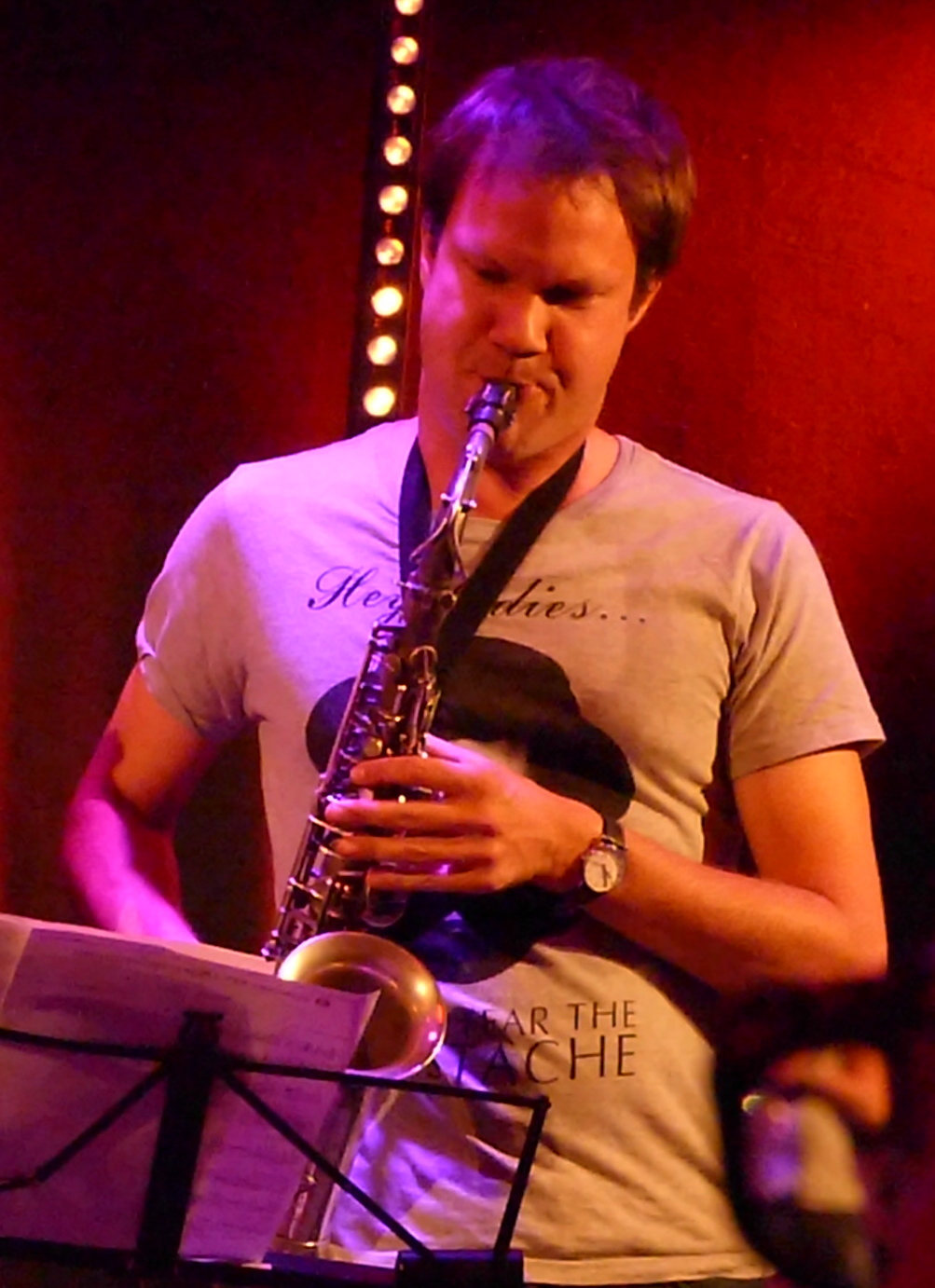
Joris Roelofs bei einem Konzert im Kölner artheater Juli 2012

Joris Roelofs (* 21. Februar 1984 in Aix-en-Provence) ist ein niederländischer Jazzmusiker (Saxophone, Klarinette, Bassklarinette, Flöte).

## Leben und Wirken
Roelofs, der in Amsterdam aufwuchs, begann mit acht Jahren Klarinette, mit elf Altsaxophon zu spielen. Er studierte am Conservatorium van Amsterdam, wo er 2007 den Master erwarb. Von 2005 bis 2010 war er Mitglied des Vienna Art Orchestra (Third Dream); auch spielte er Erstes Altsaxophon im Jazz Orchestra of the Concertgebouw. 2008 nahm er mit Aaron Goldberg, Ari Hoenig und Matt Penman das Debütalbum Introducing Joris Roelofs (Material Records) auf. 2010 folgte das Quartettalbum Live at the Bimhuis. Mit seiner Band trat er mehrfach beim North Sea Jazz Festival auf. 2012 spielte er im Trio mit Pablo Held und Ted Poor. 2015 erschien bei Pirouet Records das Album Amateur Dentist, das er im Trio mit Matt Penman und Ted Poor einspielte. Er ist auch auf Aufnahmen mit Laura Fygi und dem Metropole Orkest zu hören. Auch trat er mit Brad Mehldau, Dee Dee Bridgewater, Sonny Fortune, Ari Hoenig, Matthias Schriefl, Marike van Dijk und der WDR Big Band Köln auf. Zu hören ist er außerdem auf Jochen Rückerts Album With Best Intentions (2023).

## Preise und Auszeichnungen

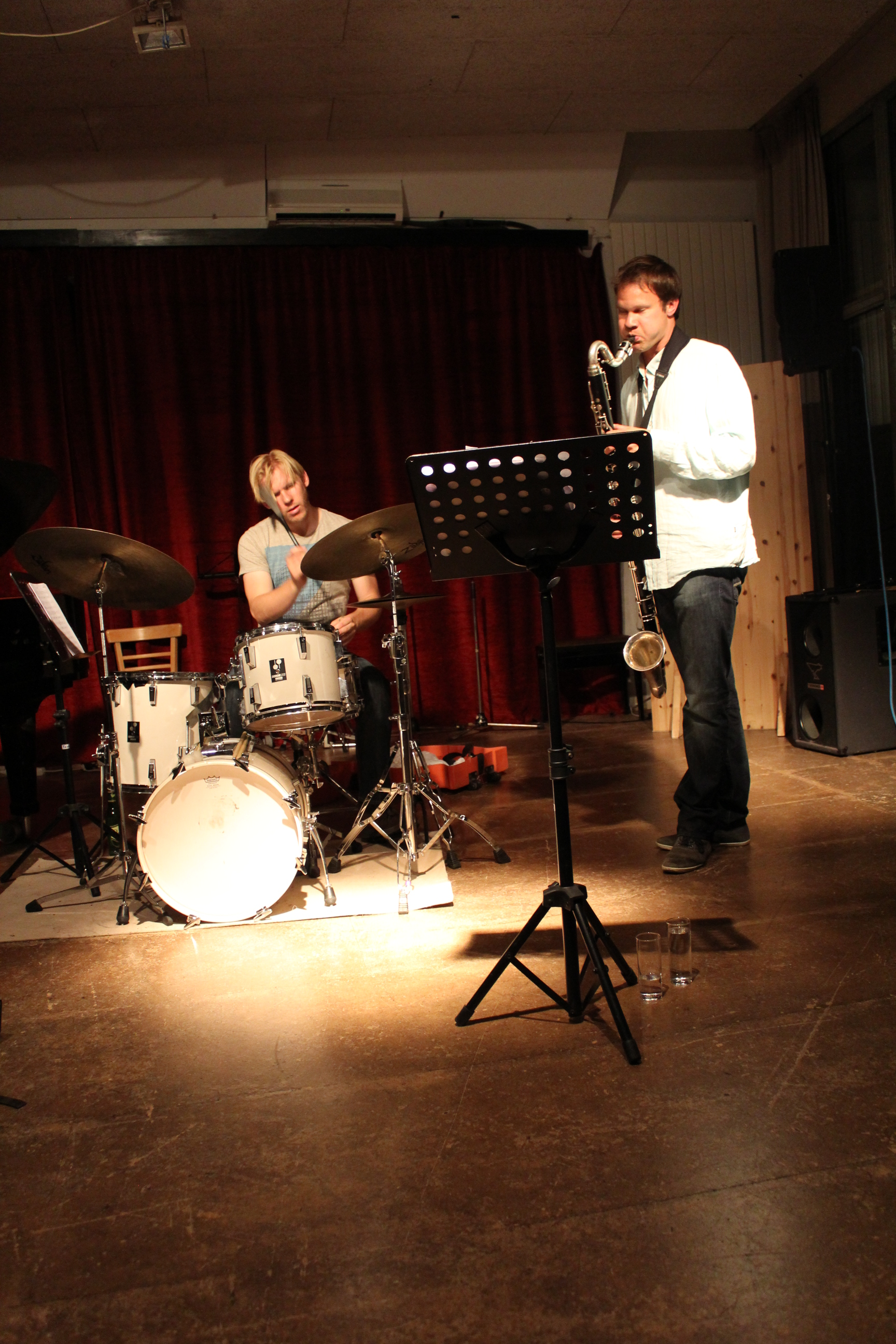
Joris Roelofs mit Ted Poor (links) bei einem Konzert im Kölner Loft Juli 2012

Bereits 2001 gewann Joris Roelofs den Pim Jacobs Preis. 2003 erhielt er in den Vereinigten Staaten – als erster Nichtamerikaner – den Stan Getz/Clifford Brown Fellowship Award der International Association for Jazz Education (IAJE). Die IAJE ehrte ihn außerdem mit einem First Level-Preis. 2004 gewann er  den Deloitte Jazz Award; 2008 wurde er für die Thelonious Monk International Saxophone Competition ausgewählt.

## Diskographische Hinweise
- Introducing Joris Roelofs (2008)
- Chambertones (2009, mit Clemens van der Feen, Jesse van Ruller)
- Chambertones: The Ninth Planet (2010)
- Live at the Bimhuis (2010, mit Gregory Hutchinson, Aaron Goldberg und Joe Sanders)
- Aliens Deliberating (Pirouet Records 2013, mit Matt Penman und Ted Poor)
- Immigration Booth Hinterm Spiegel (Float Music, 2017, mit Johannes Ludwig, Johannes Felscher und Peter Kronreif)
- ICP Septet + Joris Roelofs + Terrie Ex: Komen & Gaan (ICP, 2021)